# Letheobia uluguruensis
Letheobia uluguruensis är en ormart som beskrevs av Barbour och Loveridge 1928. Letheobia uluguruensis ingår i släktet Letheobia och familjen maskormar. Inga underarter finns listade i Catalogue of Life.
Denna orm förekommer i Ulugurubergen i östra Tanzania samt i angränsande kulliga områden i regionen Morogoro. Arten vistas i landskap som ligger 750 till 1000 meter över havet. Habitatet utgörs av skogar. Letheobia uluguruensis besöker ibland övergivna byggnader nära skogarna. Honor lägger antagligen ägg liksom hos andra medlemmar av samma släkte.
Beståndet hotas av skogsavverkningar. Utbredningsområdet är begränsat och därför listas arten av IUCN som starkt hotad (EN).